# Jules Frédéric Auguste Amédée Laguette-Mornay
Jules Frédéric Auguste Amédée Laguette-Mornay, né le 1er mars 1780 à Sonthonnax-la-Montagne (Ain), mort le 19 mai 1845 à Volognat (Ain). Il a été général et baron d'Empire sous Napoléon.

## Biographie
Il entra à l'École polytechnique en 1799, devint lieutenant d'artillerie en 1801, fut envoyé au camp de Boulogne, puis, attaché à la grande armée, et fit la campagne de 1805, où il se distingua à Ulm et à Austerlitz. Il passa ensuite dans la Garde impériale avec son grade, et se battit à Iéna, à Eylau et à Friedland, où il fut décoré de la Légion d'honneur. Envoyé en Espagne en 1808, rappelé à l'Armée du Danube en 1809, il eut un bras emporté à Wagram, reçut la croix d'officier de la Légion d'honneur.
Mis en non-activité pour cause de blessure, fut créé baron de l'Empire par décret du 2 mai 1812, lettres patentes du 5 août 1812 (Witepsk).
Élu, le 13 mai 1815, représentant à la Chambre des Cent Jours, par l'arrondissement de Nantua, avec 58 voix (62 votants, 100 inscrits), il se retira ensuite à Sonthonnax, où il fit de l'opposition au gouvernement de Louis XVIII. Candidat libéral dans le 3e arrondissement électoral de l'Ain (Belley), le 13 novembre 1822, il échoua avec 43 voix, contre 93 à l'élu, M. Compagnon de la Serviette ; il fut plus heureux dans le même arrondissement, le 17 novembre 1827, et fut élu député par 54 voix (99 votants, 125 inscrits), contre 43 à M. de Villeneuve. Il vota constamment avec le groupe que dirigeaient Odilon Barrot et Dupont de l'Eure, prit énergiquement et à plus d'une reprise la défense de ses anciens compagnons d'armes et des légionnaires de l'Empire, et signa l'Adresse des 221. Réélu, le 23 juin 1830, après la dissolution de la Chambre par le cabinet Polignac, avec 71 voix (109 votants, 121 inscrits), contre 38 voix à M. Boissieu du Tiret, il contribua à l'établissement de la monarchie de juillet, et fut réélu, le 5 juillet 1831, dans le 5e collège de l'Ain (Nantua), par 84 voix (125 votants, 151 inscrits), contre 41 à Félix Girod de l'Ain.
Il demanda la suppression des droits sur le sel (abolis en 1790 et rétablis 1806), des taxes d'entrée sur les fers et les houilles, et l'abolition de la loterie. Aucune de ses propositions n'ayant été votée, mécontent de la marche du gouvernement, il donna sa démission de député, et fut remplacé le 8 juin 1833, par M. F. Girod. De retour à Sonthonnax, il s'y occupa d'agriculture et de desséchements dans la Dombes. Conseiller général de l'Ain.

## Armoiries (Baron Militaire)
Coupé, au premier parti, à dextre d'azur au soleil rayonnant d'or, à sénestre des barons tirés de l'armée ; au deuxième d'or au phénix éployé de sable sur un bucher du même enflammé de gueules : pour livrées les couleurs de l'écu.

## Sources
- « Jules Frédéric Auguste Amédée Laguette-Mornay », dans Adolphe Robert et Gaston Cougny, Dictionnaire des parlementaires français, Edgar Bourloton, 1889-1891 [détail de l’édition]
- Titres et armoiries du Premier Empire (1808-1815) établi par MM. de Berthier de Grandry, de Saint-Phalle, de Saulieu, de Savignac, membres de l'Association d'entraide de la noblesse française, sous la direction scientifique de Ségolène de Dainville-Barbiche, Catherine Mérot et Isabelle Rouge-Ducos, conservatrices aux Archives nationales.